# Daniel Completo
Daniel Fernandes Completo (Lisboa, Lisboa, 3 Junho de 1964) é cantor, compositor e autor de uma vasta e significativa obra de canções para crianças, realizada em parceria com vários escritores, dos quais se destacam: Luísa Ducla Soares, José Fanha, José Jorge Letria, António Mota, Álvaro Magalhães, Isabel Alçada, Ana Maria Magalhães entre outros.

## Biografia
Desde muito novo que mostrou uma forte aptidão pela música, tendo recebido a sua primeira guitarra aos 10 anos de de idade. Durante a juventude inscreveu-se na Academia de Amadores de Música, no sentido de obter apoio profissional. Licenciou-se posteriormente em Educação Musical.[carece de fontes?]
Levado pela sua paixão, esteve ligado a um dos grupos mais aclamados pelos seus registos genuínos da Música Tradicional Portuguesa, o grupo Ronda dos Quatro Caminhos, divulgando durante 15 anos a música tradicional portuguesa na década de 80 e 90, em digressões pelo país e pelo estrangeiro. Esta internacionalização permitiu a divulgação deste registo aos quatro cantos do mundo, a Espanha, França, Bélgica, Holanda, Cabo Verde, Macau, China, entre outros.
Em 2005 apresentou o seu primeiro disco a solo, “Finisterras" quando se encontrava a viver no Algarve, em homenagem à zona onde morava.
Em 2010 foi cofundador, em conjunto com outros autores, da editora Canto das Cores que lhe permitiu o foco num plano editorial específico (de um livro com canções) e a possibilidade de reunir sob tal chancela uma vasta produção de obras literárias. Várias das suas obras foram selecionadas para o Plano Nacional de Leitura, divulgadas em programas de televisão, sendo uma delas inclusivamente lançada na RTP1.

Daniel Completo em estúdio com José Barata Moura e José Fanha

Foi alargando a sua colaboração com consagrados autores de literatura infanto-juvenil, sendo de salientar a longa colaboração com Luísa Ducla Soares e José Fanha, paralelamente, com José Jorge Letria, António Mota, Álvaro Magalhães, Isabel Alçada e Ana Maria Magalhães, dando voz aos seus textos e com eles se apresentando em escolas e bibliotecas do país.
Como editor da empresa Canto das Cores, lançou e foi responsável pela interpretação musical de vários livros infantis, como as obras O Som das Palavras e Quem Dá Asas às Palavras de Luísa Ducla Soares, Uma Vida de Papel de José Jorge Letria, Casa de Palavras de António Mota, A Poesia ao Pé de mim de José Fanha, e Na Rua da Poesia de Álvaro Magalhães.
Mais recentemente, ligou-se a Carlos Fiolhais, Professor da Universidade de Coimbra, não como poeta, mas como divulgador científico, sendo abordados, sob sua orientação, temas ligados à física, biologia e astronomia, com o intuito de suscitar a curiosidade e o interesse dos mais novos pelos fenómenos da natureza, pelas grandes descobertas.
Além das sessões convencionais em que se apresenta sozinho ou na companhia dos poetas das suas canções, realiza atualmente outro modelo de sessão acompanhado por projeções de arte intitulado "A Quatro Mãos".
No ano de 2023, comemorando os 50 anos do 25 de Abril, apresenta com José Fanha o espetáculo “Zeca Cantado e Contado”, baseado no livro do mesmo titulo, em que recordam o grande cantor de Abril, num diálogo entre poesia e resistência, interpretando as canções de José Afonso. Um espetáculo dirigido não só ao público mais jovem mas abrangendo todas as faixas etárias.
Exerceu igualmente como professor de educação musical, tendo o contacto com os mais jovens estimulado o seu interesse pela produção de música infantil.[carece de fontes?] Com o intuito de divulgar esta modalidade musical em língua portuguesa e com origem em poetas de vulto do panorama literário infantojuvenil português cria a sua própria rádio "Rádio Daniel Completo" com mais de duzentas cantigas destinadas ao público infantil.

## Audiolivros Infantis
Autor dos livros: 
- Lendas e Romances (2010)

- No Reino da Abecelândia (2010)

- Mão no Chão e Pé no Ar (2013)

- O Jantar dos Animais (2014)

- Poemas e Canções para todas as Ocasiões (2014)

- Ailé, Ailé... Zeca Cantado e Contado (2014)

- Cartas a Luísa Ducla Soares (2015)

- O Eco da Ecologia (2015)

- O Baile do Bê-á-Bá (2015)

- Dos Pés à Cabeça (2016)

- Quem dá Asas às Palavras (2016)

- Alcobaça -Terra do Amor (2017)

- Três Amigos muito Divertidos (2017)

- Uma Vida de Papel (2017)

- Quem não Trabuca não Manduca-A Cigarra e a Formiga (2017)

- Barcelos - Galarotes Diabinhos Cabeçudos e Apitos (2017)

- O Som das Palavras (2018)

- Entre Estrelas e Estrelinhas (2018)

- Casa de Palavras (ano 2018)

- Reis Rainhas Príncipes e Princesas (2018)

- A Poesia ao Pé de Mim (2019)

- Cantos e Contos Tradicionais (2019)

- Sesimbra-Não deixes o Mar Morrer (2019)

- Os Bisnaus vão à Escola (2019)

- O Baú das Lengalengas (2020)

- As Palavras também Brincam (2020)

- Cabeças na Lua (2020)

- Fábulas Musicadas (2021)

- Moita-Boa Viagem (2021)

- Na Rua da Poesia (2022)

- Daniel Completo canta com o Rato Chinguim (2022)

- O Bolo Rei (2022)

- O Dia em que a Barriga Rebentou (2022)

- Esdrúxulas, Graves, Agudas, Magrinhas e Barrigudas (2023)

- De Tempos Idos Poemas Divertidos (2023)

- Leiria - Já vem de Longe (2023)

- O Macaco de Rabo Cortado (2024)

- Um Conto por Mês (2024)

- As Viagens da Cegonha

- Sessenta Voltas à Terra (ano 2024)

- No Mundo dos Porquês (ano 2024)

## Discografia
Entre a sua discografia encontram-se: 
Álbuns a solo
- 2005 - Finisterras

Álbuns com o grupo Ronda dos Quatro Caminhos
- 1986 - Amores de Maio

- 1987 - Fados Velhos

- 1991 - Romarias [22]

- 1994 - Uma Noite de Música Tradicional [23]

- 1997 - Recantos